# Maisa Silva
Maisa Silva, all'anagrafe Maisa da Silva Andrade (São Bernardo do Campo, 22 maggio 2002), è un'attrice, conduttrice televisiva e doppiatrice brasiliana.

## Biografia
Maisa Silva nacque il 22 maggio 2002 a São Bernardo do Campo, figlia unica di Gislaine e Celso Andrade, una donna di casa e un tecnico telefonico. Visse tra i due e i sette anni a São José dos Campos. Per motivi professionali dovette tasferirsi a Alphaville, a Barueri. Ad undici anni, nel 2013, annunciò di tenersi da allora in poi solo i capelli lisci e non più ricci come da bambina.
È anche femminista, poiché disse: "avere l'idea che storicamente la donna è etichettata e limitata mi risveglia il desiderio di essere donna, di usare questo a mio vantaggio".

### Carriera da attrice
Da piccola, guardando un programma televisivo su RecordTV, il Programa Raul Gil, presentato da Raul Gil, Maisa disse alla madre che voleva partecipare al programma per bambini principianti. Poi, a tre anni di età, nel 2005, iniziò a doppiare e cantare canzoni di altri artisti, su RecordTV e anche su Rede Bandeirantes a causa del trasferimento del programma. Per la sua grande disinvoltura sul palco, è stata invitata a diventare assistente di Raul Gil.
Nel corso del tempo, Maisa Silva attirò l'attenzione di Silvio Santos, il presentatore e proprietario del Sistema Brasileiro de Televisão, che assunse la ragazza nel 2007 per presentare il programma Sábado Animado. Nel 2008, iniziò anche a presentare il programma Domingo Animado. La piccola Maisa era molto estroversa ed intelligente. Questo portò Silvio Santos ad aprire uno spazio nel suo programma chiamato "Pergunte à Maisa" (chiedi a Maisa), dove la ragazza risponde alle domande in modo molto spontaneo. Questo fu un successo nel programma di Silvio Santos del 2009. Sempre nello stesso anno, Maisa iniziò a prendersi cura dei bambini che partecipano al programma di disegno Bom Dia & Companhia per competere per i premi, ed inoltre iniziò a presentare il programma Carrossel Animado.
Lasciò il programma Bom Dia & Companhia nell'ottobre 2011 per interpretare Valéria Ferreira della telenovela Carousel. Nell'aprile 2013 tornò in programma con Ana Zimmermann e Matheus Ueta. Inizialmente presentato solo il lunedì e il mercoledì, con l'ingresso di più presentatori iniziò a condividere la presentazione con Ana Zimmermann. Nel 2014, copresenta il programma Mundo Pet con Carla Fioroni, il programma aveva tredici episodi ed è stato trasmesso la domenica mattina, è stato dedicato agli animali.

### Carriera da cantante
Nel dicembre 2014, Maisa pubblicò il suo album musicale "EP Eu Cresci" composto da cinque canzoni. Le canzoni "Eu Cresci" e soprattutto "NheNheNhem" furono successi su Internet. "NheNheNhem" rimase in cima su Spotify in Brasile e fu il video brasiliano di YouTube più visto nella categoria intrattenimento del 2015.

### Carriera da doppiatrice
Attiva nel doppiaggio dal 2010, ha dato voce a diversi personaggi d'animazione.

## Filmografia

### Cinema
- Carossel: O Filme, regia di Alexandre Boury e Mouricio Eça
- Carossel 2: O Sumiço de Maria Joaquina, regia di Mouricio Eça
- Tudo por um Popstar, regia di Bruno Garotti
- Cinderela Pop, regia di Bruno Garotti
- Ela Disse, Ele Disse, regia di Cláudia Castro
- Doppio papà (Pai em Dobro), regia di Cris D'Amato

### Televisione
- Programa Raul Gil - programma TV (2005-2006)
- Carrossel - telenovela (2012-2013)
- Patrulha Salvadora - serie TV (2014-2015)
- Chiquititas - telenovela (2013-2015)
- Carinha de Anjo - telenovela (2016-2018)

Di nuovo 15 anni (De Volta aos 15) - serie TV  2022

## Doppiaggio
- BugiGangue no Espaço, regia di Ale McHaddo - film (2016)
- I Puffi - Viaggio nella foresta segreta (Smurfs: The lost Village), regia di Kelly Asbury - film (2017)
- Masha e o Urso: O Filme, regia di Oleg Kuzovkov - film (2017)
- Ferdinand, regia di Carlos Saldanha - film (2017)

## Premi
- 2009 - Troféu Internet - vincitrice per la categoria "Rivelazione dell'anno" (Revelação do Ano)
- 2009 - Troféu Imprensa - vincitrice per la categoria "Rivelazione dell'anno" (Revelação do Ano)[6]
- 2016 - Prêmio Febre Teen - vincitrice per la categoria "Instagram dell'anno" (Instagram do Ano)
- 2018 - Meus Prêmios Nick - vincitrice per la categoria "Canale di YouTube preferito" (Canal de Youtube Favorito)
- 2019 - Prêmio Jovem Brasileiro - vincitrice per la categoria "Miglior presentatrice" (Melhor Apresentadora)
- 2020 - Kid's Choice Awards - vincitrice per la categoria "Artista brasiliana preferita" (Artista Brasileira Favorita)
- 2020 - Prêmio F5 - vincitrice per la categoria "Miglior programma di varietà" (Melhor Programa de Variedades)
- 2020 - Splash Awards - vincitrice per la categoria "Miglior tweeter" (Melhor Tuiteiro)